# Águia Branca
Águia Branca (pol. Orzeł Biały) – miasto i gmina w Brazylii, w stanie Espírito Santo. Znajduje się w mezoregionie Noroeste Espírito-Santense i mikroregionie Nova Venécia.
Osada została założona przez polskich imigrantów z rejonu Puszczy Myszynieckiej na Kurpiach. Zostali wysłani do Brazylii przez założone w 1926, warszawskie Towarzystwo Kolonizacyjne. Pierwszy, próbny transport osadników odbył się w sierpniu 1929. W 1939 (już po wybuchu wojny) poseł Tadeusz Skowroński pisał o Águia Branca: jest to jeden ze smutnych przykładów naszej polityki emigracyjnej. [...] Mówiąc o terenie, który znam, to jest o Brazylii, stwierdzić mogę, że utopiono tu bezprodukcyjnie, pod hipnozą mocarstwowych majaczeń oderwania od Brazylii stanu Parana i ogłoszenia jej kolonią polską, około 10 mln złotych. Gdyby pieniądze te zużyto na budowę fortec i wzmocnienie armii! Jako rezultat kolonia Águia Branca - 80 rodzin żyjących w najgorszym klimacie i zupełnej nędzy. Kosztowało to przeszło 2,5 mln.